# Скляренко Андрій Петрович
Андрій Петрович Скляренко (? — †?) — підполковник Армії УНР.
Останнє звання у російській армії — капітан.
Восени 1920 р. потрапив до більшовицького полону, утік з нього. Станом на 25 травня 1921 р. — приділений до штабу 3-ї гарматної бригади 3-ї Залізної стрілецької дивізії Армії УНР.
Подальша доля невідома.